# Dolores Climent
Dolores Climent (Castelló de la Plana, 1880 - Castelló de la Plana, segle XX) fou una burgesa valenciana que es dedicà a la política relacionada amb el Partit Republicà Radical i l'Agrupació Femenina Radical.

## Biografia
Va nàixer a Castelló de la Plana, tot i que es desconeix la data. La situem probablement entorn de 1880. Va estar afiliada i va ser membre destacat del Partit Republicà Radical de Castelló i va formar part de la Junta Directiva de les Agrupacions Femenines Radicals, que tenia la seua seu al carrer Ruiz Zorrilla de Castelló, en el Centre Instructiu de la Unió Republicana. El reglament de l'Agrupació Femenina Radical, entre altres fins, tenia el d'enfortir les relacions d'amistat i d'estima entre tots els republicans.
Al març de 1933 va ser una de les primeres dones que va entrar a formar part del comitè local de Castelló. Era la primera vegada que s'institucionalitzava la presència femenina en òrgans decisoris del partit.
Durant la campanya electoral per a les eleccions generals de novembre de 1933, va recórrer molts pobles de la província amb els seus companys de partit alçant la veu contra el clericalisme i defensant un estat laic: «l'estat no necessita redempció, l'estat no confessa, l'estat no combrega i no mor, ¿perquè anem a tindre religió? Cadascú ha de tindre la seua religió i no creieu que amb això jo ataque la religió cristiana, com puga semblar que puga passar amb les paraules que jo manifeste, perquè cadascú pot tindre la religió que li semble». La religió havia de pertànyer a l'àmbit privat.
En les reunions de l'Agrupació animava les seues companyes a treballar «amb la major fe i entusiasme per a fer més gran el partit». Amb Concepción Gasset va gestionar el rober Mariana Pineda, òrgan autònom del Partit Radical dedicat a la beneficència i a proporcionar socors en espècie o en metàl·lic als necessitats, impedits, ancians, etc. El rober es mantenia amb quotes i donatius de l'Agrupació Femenina.
No es disposa de dades sobre la data de la seua mort.